# Ниихау
Ниихау (енгл. Niihau) је острво САД које припада савезној држави Хаваји. Површина острва износи 180 km². Према попису из 2000. на острву је живело 160 становника.
Острво се налази око 29 km западно од Кауаʻија. Његове димензије су 10 km × 30 km. Највиши врх је Паниау (390 m).
Ниихау је остатак југозападне падине некадашњег вулкана. Врх и остале падине овог вулкана срушили су се у океан у виду огромног праисторијског клизишта.